# Mir kommt keiner aus
Mir kommt keiner aus ist ein österreich-ungarischer Stummfilm aus dem Jahre 1917. Regie führten Jakob Fleck und Luise Kolm.

## Handlung
Amadeus Wimpfl ist ein äußerst wohlhabender Privatmann, dessen ganze Leidenschaft die Lektüre von Detektivgeschichten gilt. Es geht sogar so weit, dass er sich selbst für die geborene Spürnase hält. Bald glaubt er sich dazu berufen, einer erschröcklichen Gangsterbande, genannt „Die schwarze Hand“, den Garaus zu machen. Diese Bösewichter haben bereits eine Reihe von Einbrüchen und Raubmorden begangen. Selbst Wimpfls Gattin, unter deren Pantoffel er üblicherweise zu stehen beliebt, kann ihm diese Hirngespinste nicht austreiben. Wimpfls Spleen geht so weit, dass er von seinem Schwiegersohn in spe, der einmal sein Töchterchen Liane bekommen soll, dieselbe kriminalistische Begeisterung erwartet. Und so gibt sich der Auserwählte, ein gewisser Ottokar Steiner, nolens volens als Untersuchungsrichter aus, um so die Gunst des Herrn Schwiegerpapa zu erlangen. Nun muss sich Ottokar, ob er will oder nicht, den Erkundungsgängen Wimpfl anschließen. Steiner macht aus der Not eine Tugend: in Gesellschaft seiner studentischen Korps-Kameraden kommt ihm die Idee, diese Leute als Mitglieder der „schwarzen Hand“ auszugeben. Mit dem zukünftigen Schwiegervater im Schlepptau begibt er sich in das berüchtigte Schnorrerlokal, um die mutmaßlichen „Ganoven“, die hier gerade in verschwörerischer Manier ein Treffen abhalten, auszuspionieren. Gern sind Ottokars Kommilitonen bereit, diesen Spaß mitzumachen, um Wimpfl vielleicht auf diesem Wege endlich seine Marotte auszutreiben.
Die Korpsstudenten machen ihren Job derart gut, dass dem armen Wimpfl bald angst und bange wird. Er ist heilfroh als er schließlich sicher in seinem Heim angekommen ist. Doch ist dies wirklich sicher vor den mörderischen Spitzbuben? Nun sieht Amadeus plötzlich überall die Zeichen der „schwarzen Hand“. Bis auf die Zähne bewaffnet ist er bereit, sein Heim, Leben und Wohl der Familie zu verteidigen. Mit einem Spieß in der Hand und einem Schild, hinter dem sich auch seine Gattin verstecken muss, harrt er der Dinge, die da kommen mögen. Tatsächlich lassen die „Verbrecher“ nicht lange auf sich warten und dringen bis zu ihm vor. Wimpfl gelingt es, zwei der Ganoven einzusperren. Da sich auch die Wimpflsche Ritterrüstung zu bewegen scheint, wird sie sogleich in das Zimmer zu den gefangen genommenen „Gangstern“ dazugesperrt. Wie kann der tapfere Familienvater ahnen, dass sich darin die vor Angst bibbernde Tochter Liane versteckt hat? Frau Wimpfl läuft derweil zu Ottokar, um sich von ihm für eine geplante Flucht einen Reisekoffer auszuleihen. Doch Steiner rückt diesen nicht heraus, denn dort hält sich gerade sein Damenbesuch, die Tänzerin Nelly, versteckt, nachdem sie Ottokars Schwiegermutter in spe kommen hörte. Doch der Alten ist dies egal, und sie lässt den gefüllten Koffer kurzerhand von ihrem Dienstmann wegschleppen und zu sich nach Hause bringen. 
Dort ist Wimpfl höchst überrascht, als diesem Trumm die nur halb bekleidete Nelly entsteigt. Die allgemeine Konfusion wird immer größer, als die von Wimpfl benachrichtigte Polizei anrückt. Auch Steiner hat sich in der Villa eingefunden, um seine Affäre Nelly wieder einzusammeln. Beide türmen in einem unbeobachteten Moment aus dem Haus. Die von Wimpfl mit großem Brimborium angekündigte Aushändigung der Verbrecher erweist sich als komplette Blamage: Die beiden „Gangster“ sind aus dem Fenster entkommen, und in der Rüstung steckt noch immer seine Tochter Liane, die sich bisher nicht herausgetraut hat. Für den Privatier ist dies alles eine einzige große Demütigung. Hoch und heilig schwört er seiner Gattin, dass er fortan die Finger vom Detektivspielen lassen werde. Und Liane darf endlich ihren Ottokar heiraten, selbst wenn er kein Untersuchungsrichter ist.

## Produktionsnotizen
Mir kommt keiner aus, auch bekannt unter dem Titel Die schwarze Hand, entstand 1916 in den Wiener Kunstfilm-Studios. Die Uraufführung des Vierakters fand am 9. Februar 1917 statt. Der Film wurde, je nach Quelle, mal als Kriminalgroteskkomödie, mal als Detektivfilmschwank angekündigt.

## Kritik
„Dieser tolle Detektivschwank … schließt eine erstaunliche Summe von Situationskomik in sich, die noch durch eine witzige zeitgemäße Beschreibung wirksam erhöht wird. Besonders hervorzuheben ist die schauspielerische Leistung Ernst Tautenhayns…“